# IEC 60309 elektromos csatlakozószabvány

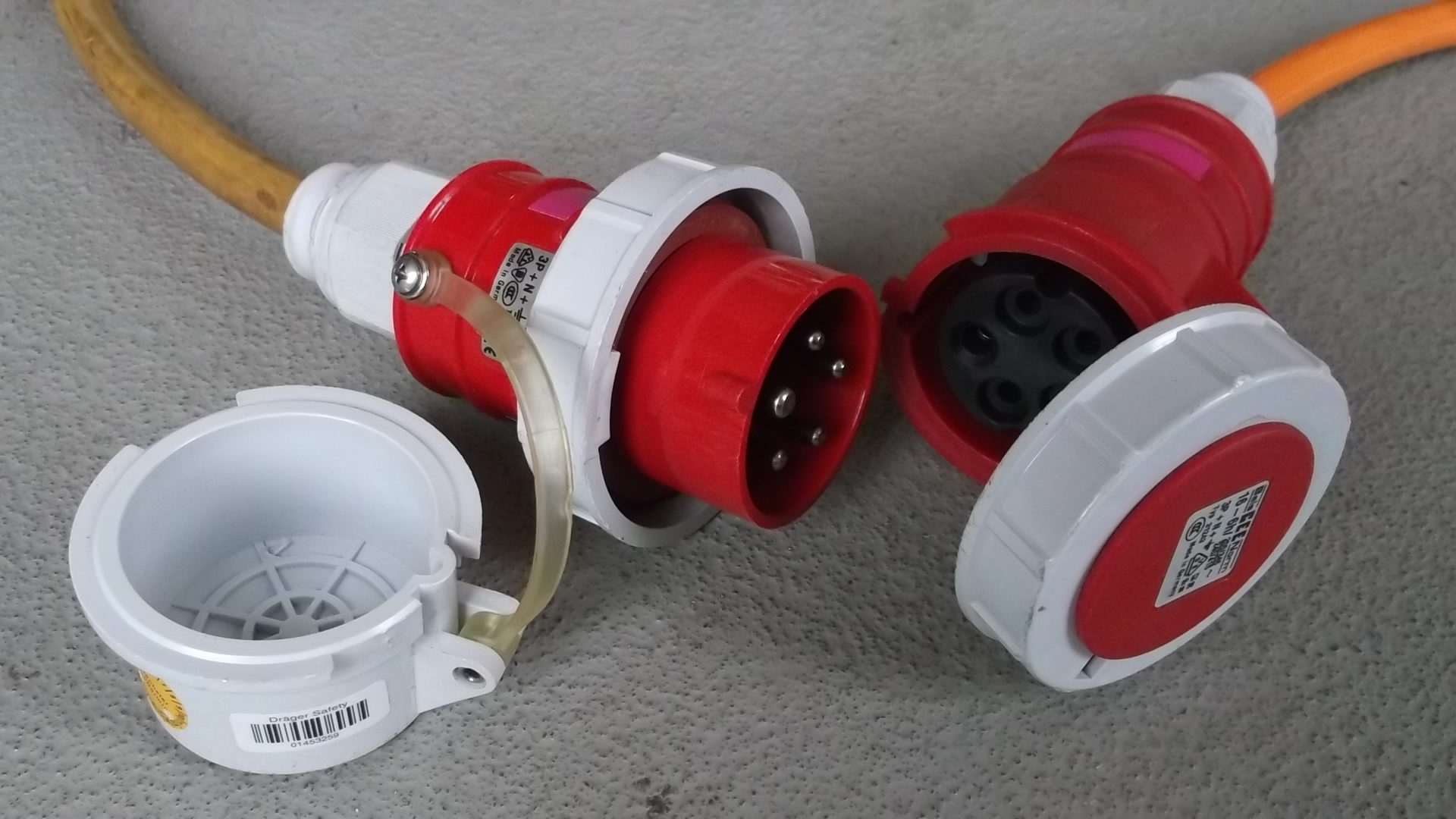
CEE-dugó és -aljzat 400 V 16 A 6h; IP67 (erős vízsugár ellen védett)

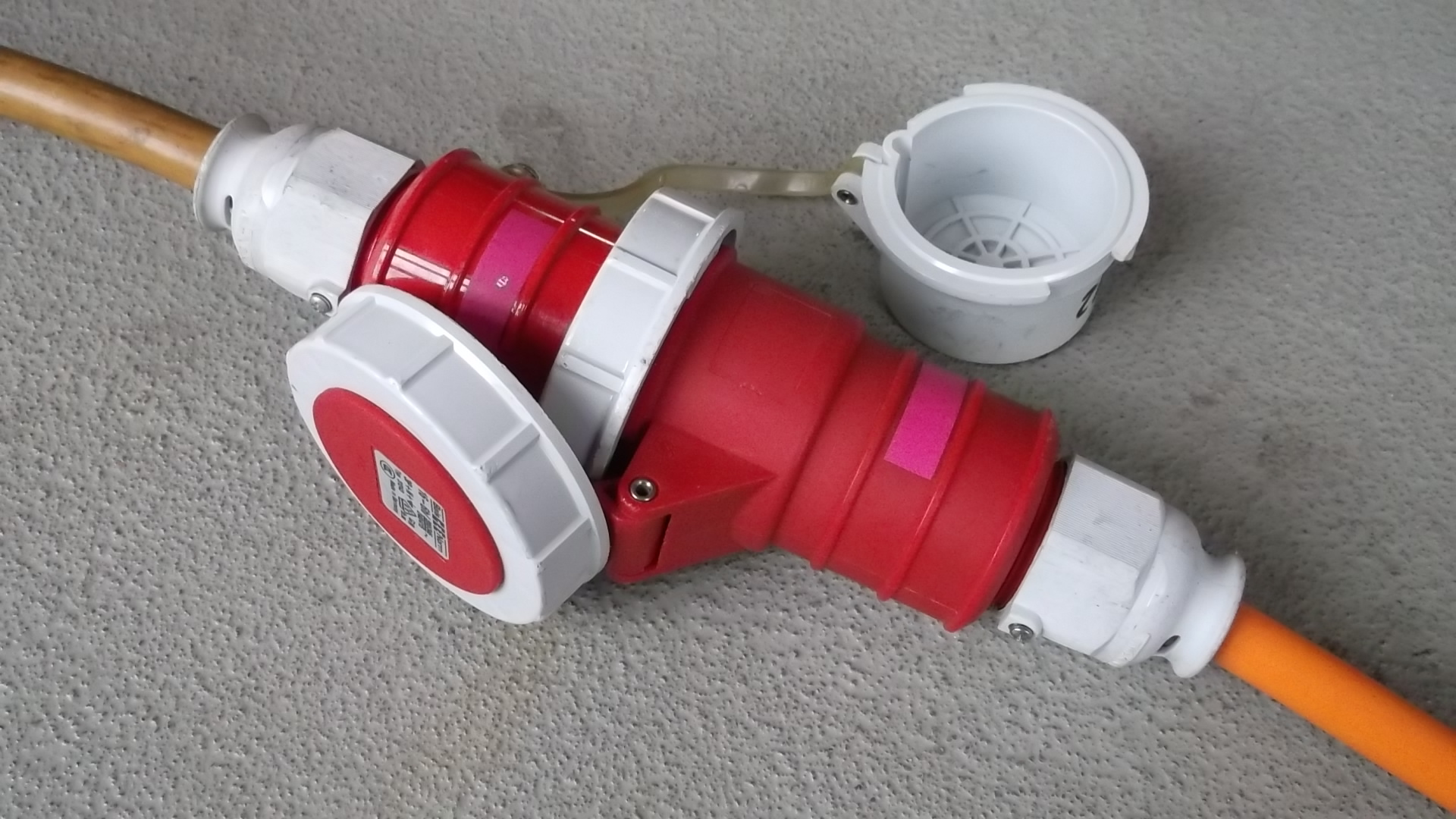
Az előbbiek összedugva

Az IEC 60309 (1999-ig IEC 309) az egy- és többfázisú elektromos rendszerek csatlakozódugóinak, aljzatainak nemzetközi szabványa.
A szabvány 1. része leírja a minden ipari csatlakozóra vonatkozó általános követelményeket. A 2. rész a különböző alkalmazásokhoz különböző számú és tüskekonfigurációjú, kerek héjazatú csatlakozókat határoz meg. A megengedett legnagyobb feszültség 690 volt (egyen vagy váltakozó feszültség), a maximális áramterhelhetőség 125 amper. A megengedett üzemi hőmérséklet -25 és +40 °C között van. A gallérdugós kialakítás jó mechanikai védelmet biztosít az érintkezőtüskék számára a csatlakozók használata során (építkezések, ipar, mezőgazdaság, kemping, hajózás).
A csatlakozórendszer két leggyakoribb tagját CEE háromfázisú csatlakozóknak, CEE dugós eszközöknek vagy CeKon csatlakozóknak nevezik: ezek piros házban a háromfázisú váltakozó áramhoz nulla- és védővezetőkkel és 400 V névleges feszültséggel, a kék házban csak egy egyfázisú vezetővel, nulla- és védővezetővel 230 V feszültséghez alkalmazhatók.

## Szabványosítás és normák

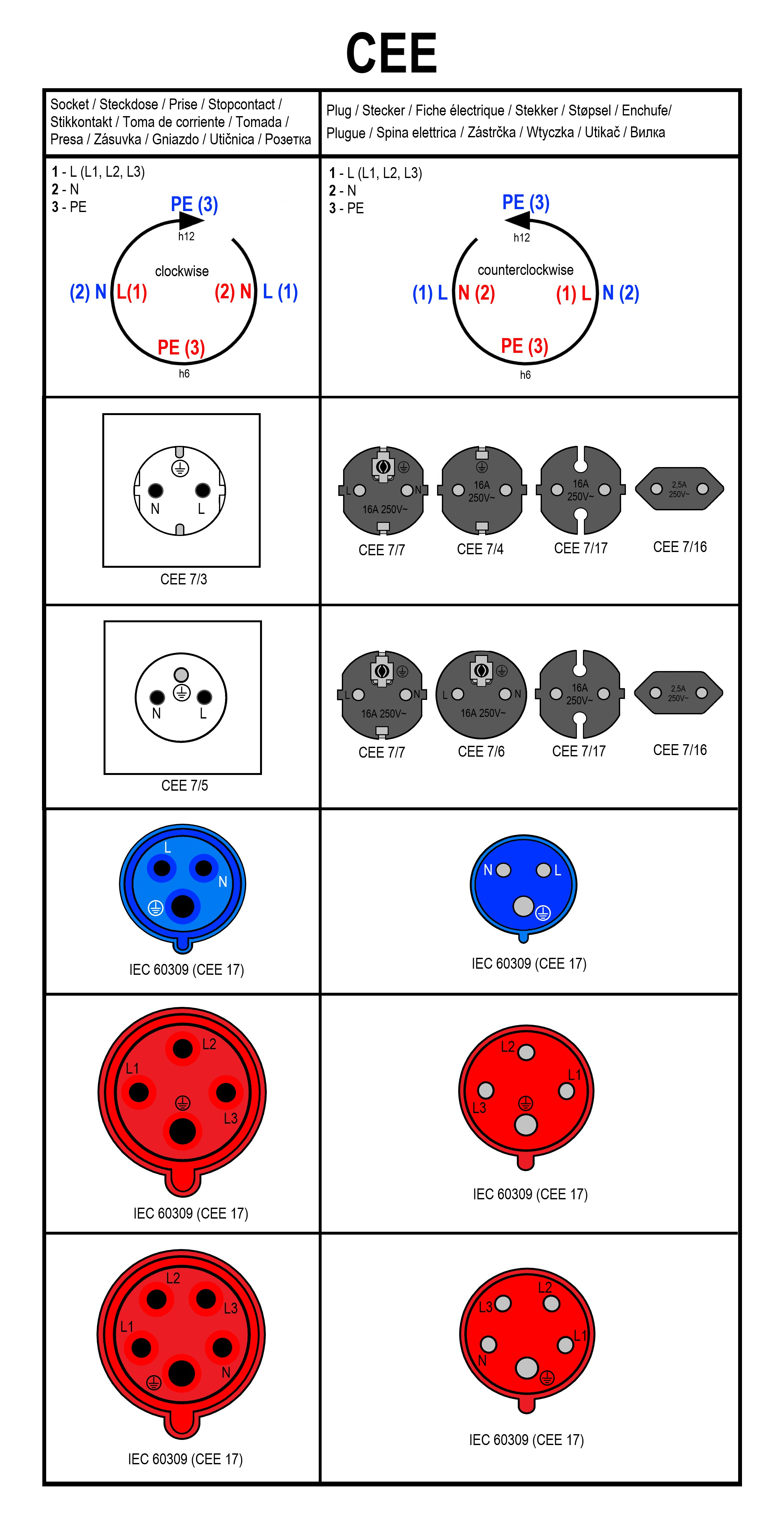
CEE 7 és CEE 17 csatlakozószabványok táblázata

Ezt a kör alakú csatlakozót eredetileg a CEE (Commission Internationale de réglementation en vue de l'approation de l'équipement électrique) tervezte, amely 1985 óta a Nemzetközi Elektrotechnikai Bizottság (IEC) szabványos testülete IECEE (System for Conformity Assessment Rendszer) elektrotechnikai berendezésekhez. Ugyanez a bizottság végezte az európai hálózati csatlakozótípusok szabványosítását is (CEE rendszer CEE 7/4, azaz Schuko-dugóval, CEE 7/5 francia és CEE 7/7 német/francia hibrid csatlakozóval, később CEE 7/15 Euro-dugóval). Az ipari csatlakozótípusok szabványosítását az 1960-as években a CEE 17-es a közép-kelet-európai országokban végezték, majd 1968-ban az Egyesült Királyságban BS 4343 néven, amely később az IEC 60309 lett. Innen származik a CEE-csatlakozó kifejezés, az angol „CEE-form plug” szóból.
A szabványsorozat Németországban DIN EN 60309, Ausztriában OEVE/ OENORM EN 60309, Svájcban pedig SN EN 60309 néven van szabványosítva. A VDE-szabványt a VDE 0623.
1975. január 1-jétől Nyugat-Németországban a régi DIN 49450 / DIN 49451 szabvány szerinti háromfázisú csatlakozók (laposdugós készülék) használatát már nem engedélyezték; az újraegyesítéssel az NDK-ban hosszabb ideje létező rendszereket 1998-ig kördugóssá kellett alakítani. Míg a kerek csatlakozók a szintén az 1960-as években készült Perilex-csatlakozók is lehetnek, leginkább az IEC 60309-es csatlakozót használták, mivel ezek Európában és nemzetközi szinten már meghonosodtak. Svájcban 10-től 16 A-ig viszont a Typ 15–25 A az SN 441011 szabvány szerint, a kelet-közép-európai csatlakozók elterjedése a nagyobb energiafogyasztású rendszerekre, valamint a kemping- és hajószektorra korlátozódik.

## Csatlakozókialakítások

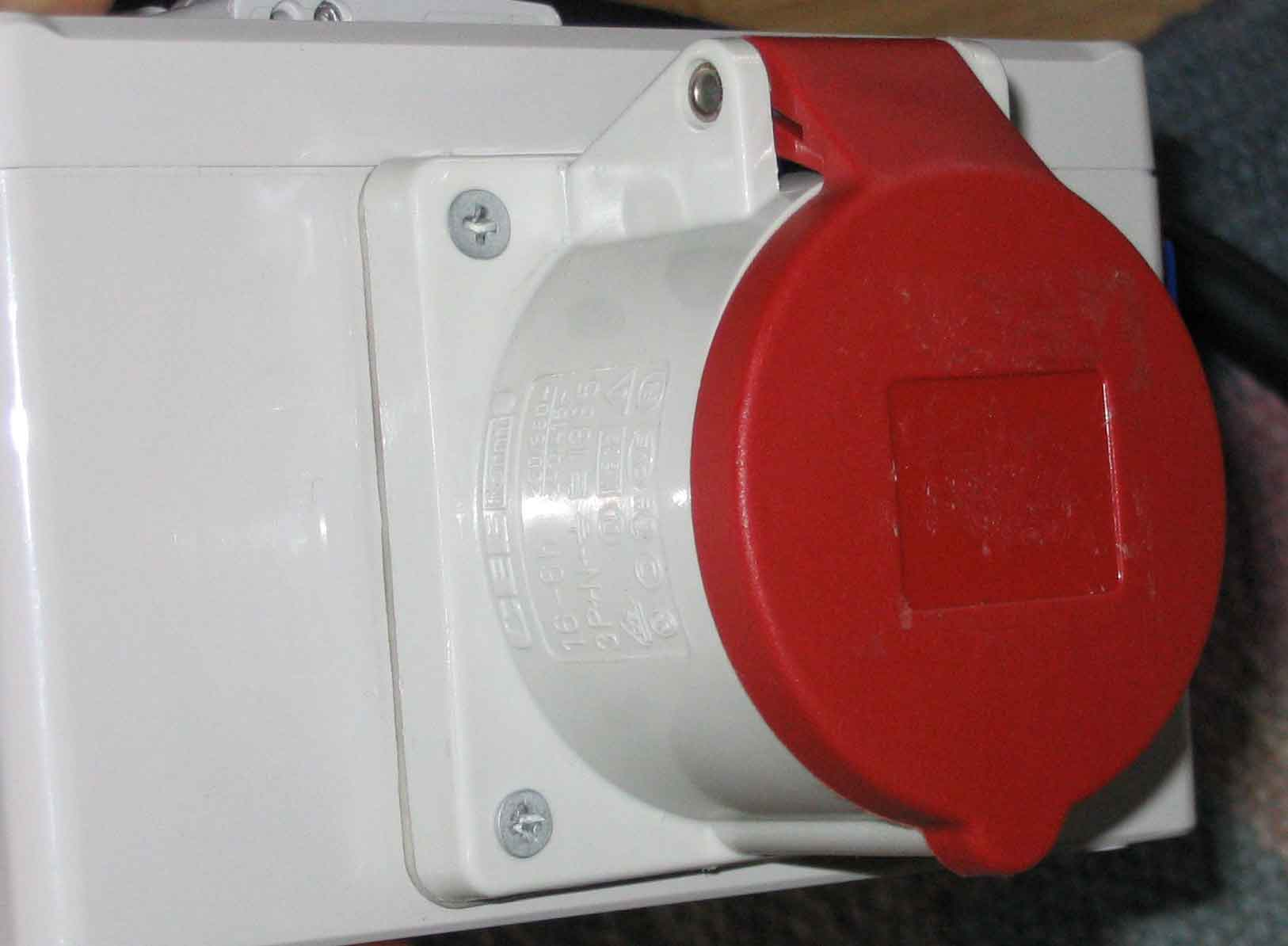
16 A, 400 V, 3P+N+csatlakozóaljzat 6h IP44

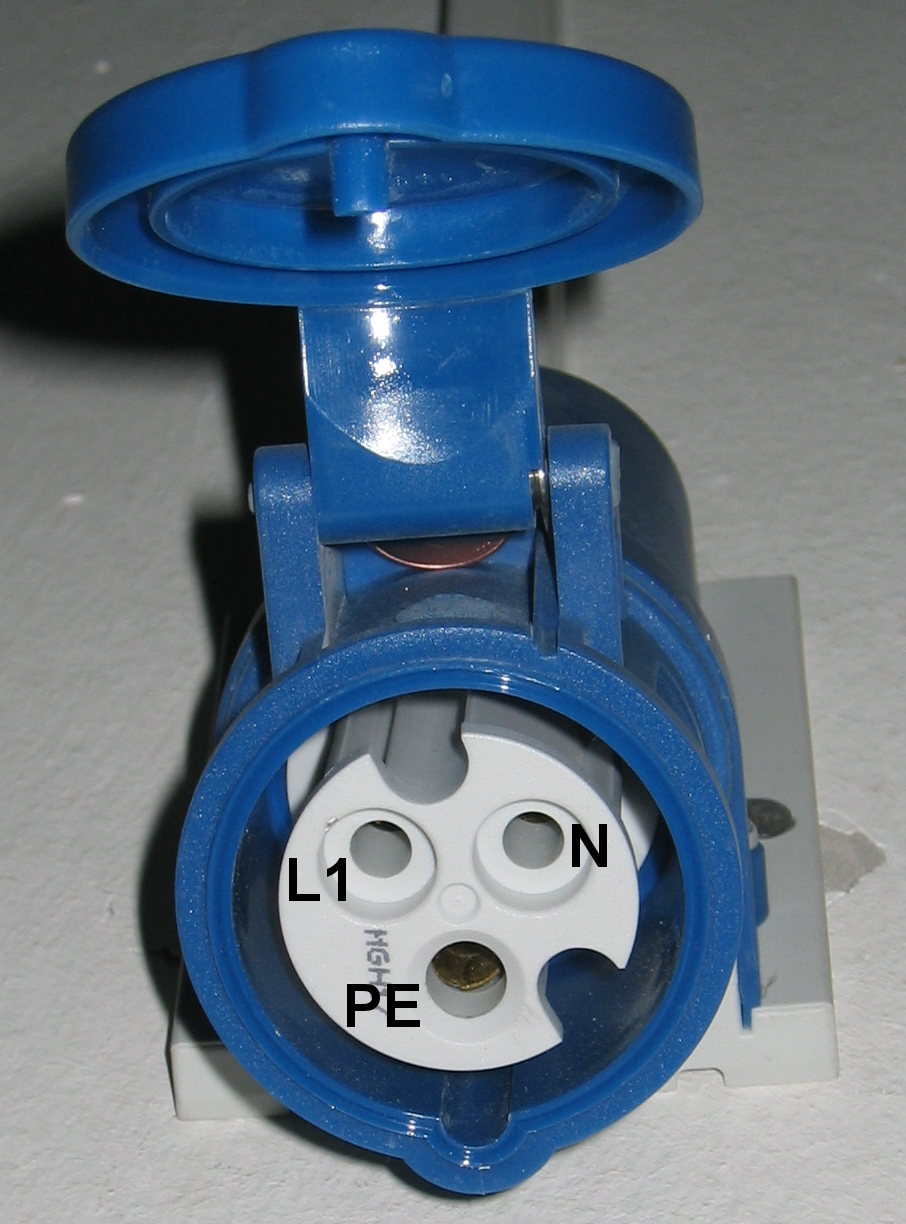
16 A, 230 V, P+N+Fali aljzat szabványnak megfelelő érintkező hozzárendelése 6h IP44 („lakókocsi aljzat”)

Az IEC 60309-2 csatlakozók sokféle változatban kaphatók, és úgy tervezték, hogy egy dugó csak azonos típusú aljzathoz csatlakozhasson. Ezenkívül a csatlakozó minősége és átmérője függ az aktuális teherbíró képességétől: 16 A, 32 A, 63 A és 125 A. Ez azt jelenti, hogy nem lehet a különböző áramerősségű csatlakozókat és aljzatokat felcserélni. A 16 A-es csatlakozók érintkezőtüskéi 5 mm, a 32 A 6 mm, a 63 A 8 mm és a 125 A 10 mm átmérőjűek. A védővezető érintkezőtüskéje minden változatban 2–2 mm-rel nagyobb átmérőjű. A tüskék tömör fémanyagból készülnek, a jobb minőségű változatok esetén felületük nikkelezett.
Vannak három-, négy-, öt- vagy hétérintkezős csatlakozók. A hét érintkezős speciális kialakítás az ötpólusú csatlakozónak és két érintkezőnek felel meg az ipari szektor „multifunkcionális alkalmazásaihoz”. Az összes érintkezőtüske körben van elrendezve a házban (a hétpólusú változatoknál egy érintkező az érintkezőkör közepén van).
Az IEC 60309-2 csatlakozók tervezésekor hangsúlyt fektettek arra, hogy a fázisvezetőt (L) és a nullavezetőt (N) ne lehessen összetéveszteni, valamint az optimális teljesítményátvitel a nagy érintkezési felületeken keresztül a dugasz tüskéi és a csatlakozóaljzatok hüvelyei között megbízhatóan érintkezzen. Ebből a célból a foglalatok hornyolt sárgaréz hüvelyekként vannak kialakítva acél feszítőrugóval, így a henger szinte teljes felülete hatékonyan biztosítja az áramátvitelt a foglalat és a tüske között. Ez megakadályozza a nem kívánt felmelegedést nagy áramterhelés mellett. A viszonylag nagy be- és kihúzási erő hátránynak tekinthető. A nem szándékos szétkapcsolás ellen további védelmet nyújt az aljzat és a kapcsolódugo rugós csuklós fedelének kampós funkciója.

### Azonosító színek
A névleges feszültségtől és frekvenciától függően a csatlakozó és az aljzat háza színkóddal van ellátva. Az országspecifikus hálózati feszültségek és frekvenciák manapság 50 Hz-es vagy 60 Hz-es frekvencián alapulnak, tehát a tok színe a névleges feszültséget jelzi. Sárga (110 V), kék (230 V) és piros (400 V). A fekete 500 voltos inkább a hajókon fordul elő.
60 Hz feletti frekvencián (akár 500 Hz) a zöld kódszínt használják. A szürke színkód mindig használatos, ha nincs más megfelelő színkód a feszültséghez vagy a frekvenciához. Ez az azonosító színek alabbi hozzárendelését adja:
| Feszültségszint | Frekvenciatartomány | Szín   |
| --------------- | ------------------- | ------ |
| 020–25 V        | 050/60 Hz           | ibolya |
| 040–50 V        | 050/60 Hz           | fehér  |
| 100–130 V       | 050/60 Hz           | sárga  |
| 200–250 V       | 050/60 Hz           | kék    |
| 380–480 V       | 050/60 Hz           | piros  |
| 500–690 V       | 050/60 Hz           | fekete |
| 020–500 V       | 60–500 Hz           | zöld   |
| minden egyéb    | minden egyéb        | szürke |

### A védőérintkező helyzete
A csatlakozók különböző feszültségeit és frekvenciáit a védőérintkező helyzete határozza meg. A védővezető a tizenkét lehetséges pozíció egyikében van, az óramutató járásával megegyező irányban 30°-os lépésekre osztva. A 6. pozíció (6 óra) a legalacsonyabb pont az aljzat szempontjából. Ezt a dugó külső füle és az aljzaton lévő megfelelő mélyedés jelzi. Ezenkívül a védővezető vastagabb, mint a többi érintkező. Ez biztosítja a polaritásfelcserélődés elleni védelmet. Ezenkívül csökken az érintkezési ellenállás, ami létfontosságú lehet, különösen védővezetők esetén. A védővezető helyzete óraformátumban is látható az aljzat fedelén. A 6h például azt jelenti, hogy a védőérintkező 6 óránál van bekötve, azaz a legalsó pozícióban.

### Csatlakozó 50 voltos feszültségig
A csatlakozónak 50 V feszültségig nincs védőérintkezője. A helyén a dugaszokon egy segédfül található (a foglalatoknál pedig egy horony van), amely 6 óránál a fő fülhöz hasonló alakú, de a kerületen különböző pozíciókat foglalhat el. A dugók és aljzatok polaritásváltás ellen védettek és egyenfeszültséghez használhatók. Az aljzat például lila színű.

### Típustáblázat
Az IEC 60309 szabvány nem ad pontos előírást a színekre vonatkozóan.

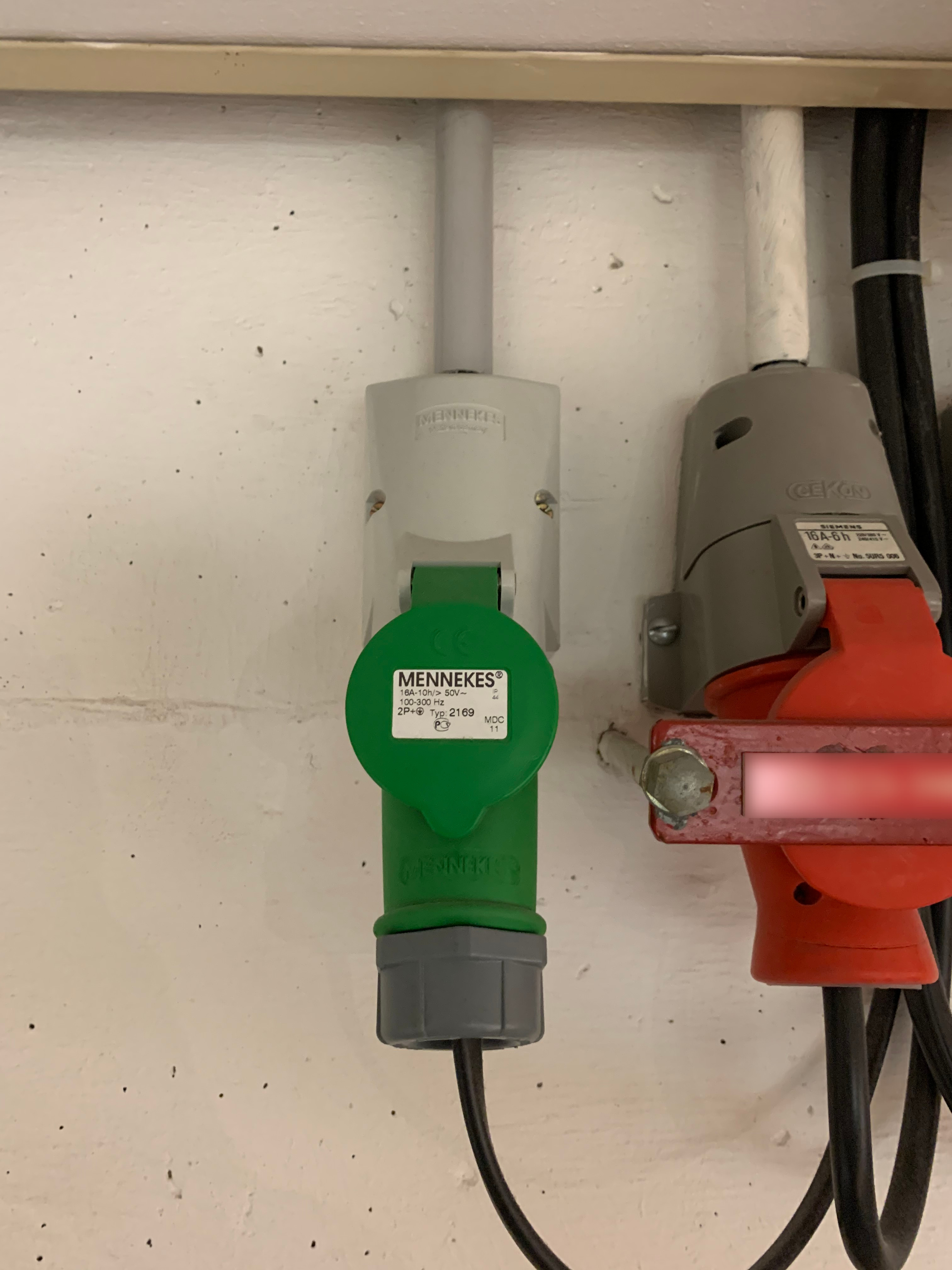
CEE-csatlakozó 50–500 V 16 A 3P 100–300 Hz, zöld házzal
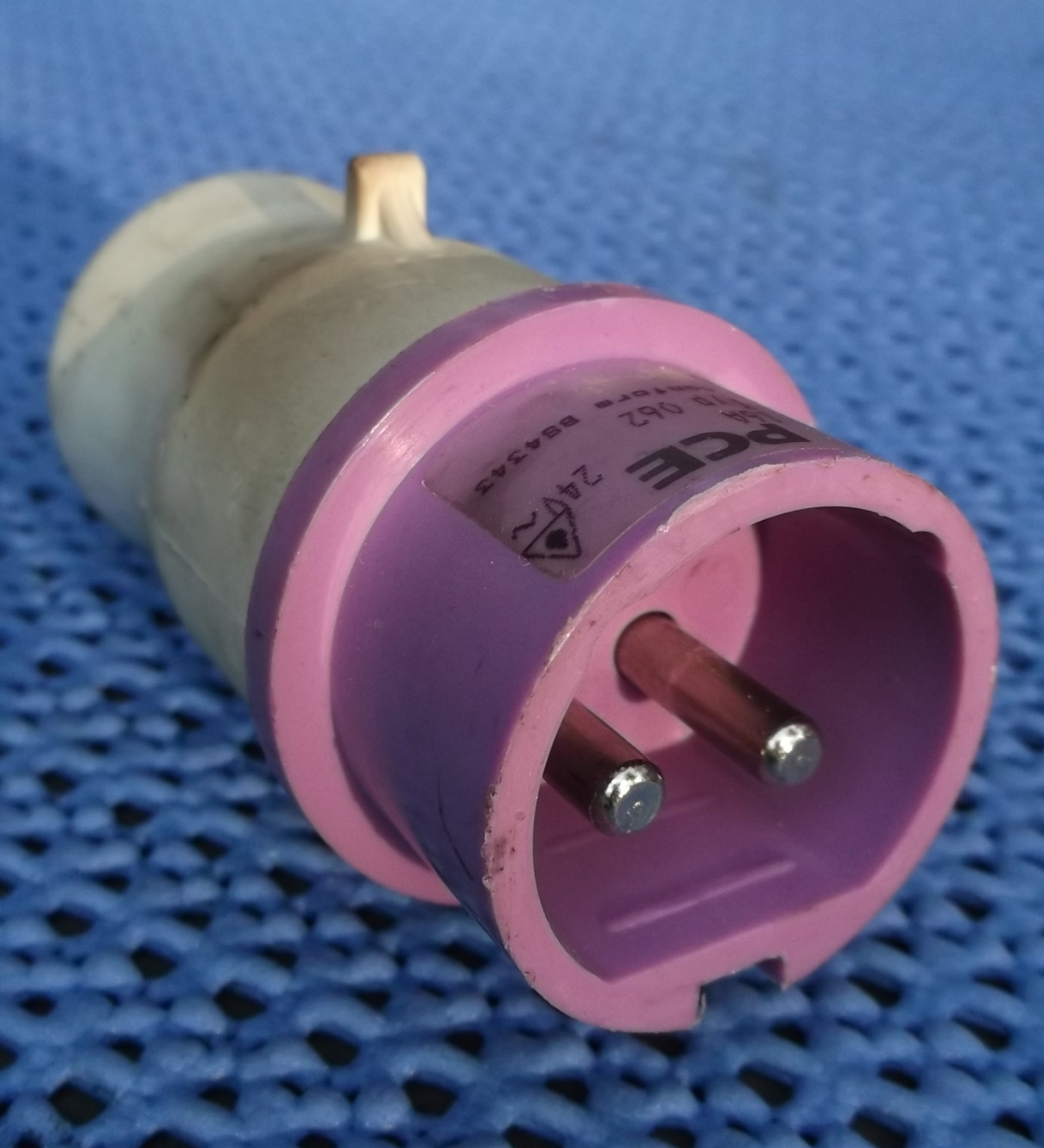
CEE-dugó 24 V törpefeszültség 16 A 2P 50/60 Hz, lila házzal
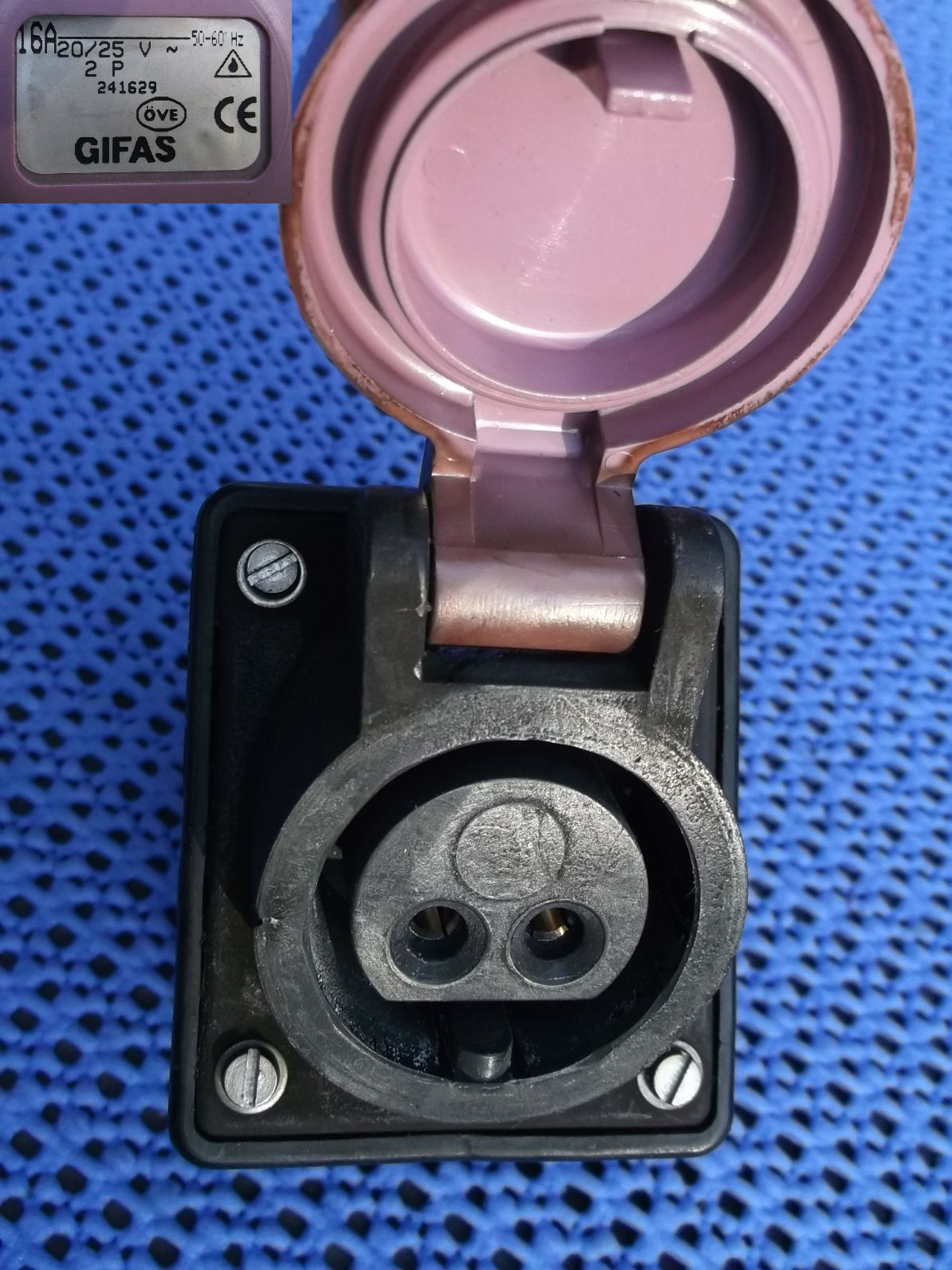
Lila CEE-dugó 20–25 V törpefeszültség 16 A 2P 50/60 Hz

| Kapcsolatok → Pozíció/ Védelem ↓ | Kapcsolatok száma                                             | Kapcsolatok száma                                             | Kapcsolatok száma                                             | Kapcsolatok száma                                             | Kapcsolatok száma                                                     | Kapcsolatok száma                                             |
| Kapcsolatok → Pozíció/ Védelem ↓ | 3 2L+PE ill. L+N+PE                                           | 3 2L+PE ill. L+N+PE                                           | 4 3L+PE                                                       | 4 3L+PE                                                       | 5 3L+N+PE                                                             | 5 3L+N+PE                                                     |
| Kapcsolatok → Pozíció/ Védelem ↓ | Feszültség                                                    | Tok színe                                                     | Feszültség                                                    | Tok színe                                                     | Feszültség                                                            | Tok színe                                                     |
| -------------------------------- | ------------------------------------------------------------- | ------------------------------------------------------------- | ------------------------------------------------------------- | ------------------------------------------------------------- | --------------------------------------------------------------------- | ------------------------------------------------------------- |
| 1 óra                            | Az összes üzemi feszültség és/vagy áram nem szerepel a listán | Az összes üzemi feszültség és/vagy áram nem szerepel a listán | Az összes üzemi feszültség és/vagy áram nem szerepel a listán | Az összes üzemi feszültség és/vagy áram nem szerepel a listán | Az összes üzemi feszültség és/vagy áram nem szerepel a listán         | Az összes üzemi feszültség és/vagy áram nem szerepel a listán |
| 2 óra                            | > 50 V, 300–500 Hz, csak 16 A/32 A                            | zöld                                                          | > 50 V, 300–500 Hz, csak 16 A/32 A                            | zöld                                                          | > 50 V, 300–500 Hz, csak 16 A/32 A                                    | zöld                                                          |
| 3 óra                            | 50–250V DC feszültség                                         | szürke                                                        | 380 V, 50 Hz, csak 16 A/32 A 440 V, 60 Hz, csak 16 A/32 egy 1 | piros                                                         | 220/380 V, 50 Hz, csak 16 A/32 A 250/440 V, 60 Hz, csak 16 A/32 egy 1 | piros                                                         |
| 4 óra                            | 100–130 V, 50–60 Hz                                           | sárga                                                         | 100–130 V, 50–60 Hz                                           | sárga                                                         | 57/100–75/130 V, 50–60 Hz                                             | sárga                                                         |
| 5 óra                            | 277 V, 60 Hz                                                  | szürke                                                        | 600–690 V, 50/60 Hz                                           | fekete                                                        | 347/600–400/690 V, 50/60 Hz                                           | fekete                                                        |
| 6 óra                            | 200–250 V, 50–60 Hz                                           | kék                                                           | 380–415 V, 50/60 Hz                                           | piros                                                         | 200/346–240/415 V, 50/60 Hz                                           | piros                                                         |
| 7 óra                            | 480–500 V, 50–60 Hz                                           | szürke                                                        | 480–500 V, 50/60 Hz                                           | szürke                                                        | 277/480–288/500 V, 50/60 Hz                                           | szürke                                                        |
| 8 óra                            | > 250 V DC feszültség                                         | szürke                                                        | —                                                             | —                                                             | —                                                                     | —                                                             |
| 9 óra                            | 380–415 V, 50–60 Hz                                           | piros                                                         | 200–250 V, 50/60 Hz                                           | kék                                                           | 120/208–144/250 V, 50/60 Hz                                           | kék                                                           |
| 10 óra                           | —                                                             | —                                                             | > 50 V, 100–300 Hz                                            | zöld                                                          | —                                                                     | —                                                             |
| 11 óra                           | —                                                             | —                                                             | 440–460 V, 60 Hz 2                                            | piros                                                         | 250/400–265/460 V, 60 Hz 2                                            | piros                                                         |
| 12 óra                           | 50/60 Hz 3                                                    | szürke                                                        | 50/60 Hz 3                                                    | szürke                                                        | —                                                                     | —                                                             |

- 1 hűtőkonténerhez
- 2 hajókhoz
- 3 betáplálás U=50 V leválasztó transzformátor után

| Kiegészítő kiemelkedés pozíciója | Kapcsolatok száma                                              | Kapcsolatok száma                                  |
| Kiegészítő kiemelkedés pozíciója | 2p                                                             | 3p                                                 |
| -------------------------------- | -------------------------------------------------------------- | -------------------------------------------------- |
| 2 óra                            | 20–25 V és 40–50 V, 300 Hz zöld tok                            | 20–25 V és 40–50 V, 300 Hz zöld tok                |
| 3 óra                            | 20–25 V és 40–50 V, 400 Hz zöld tok                            | 20–25 V és 40–50 V, 400 Hz zöld tok                |
| 4 óra                            | 40–50 V, 100–200 Hz zöld tok                                   | 40–50 V, 100–200 Hz zöld tok                       |
| 10 óra                           | 20–25 V DC feszültség lila tok 40–50 V DC feszültség fehér tok | —                                                  |
| 11 óra                           | 20–25 V és 40–50 V, >400 Hz (akár 500 Hz) zöld tok             | 20–25 V és 40–50 V, >400 Hz (akár 500 Hz) zöld tok |
| 12 óra                           | 40–50 V, 50/60 Hz fehér tok                                    | 40–50 V, 50/60 Hz fehér tok                        |
| egyéb                            | 20–25 V, 50/60 Hz lila tok                                     | 20–25 V, 50/60 Hz lila tok                         |

### Védettségi fok

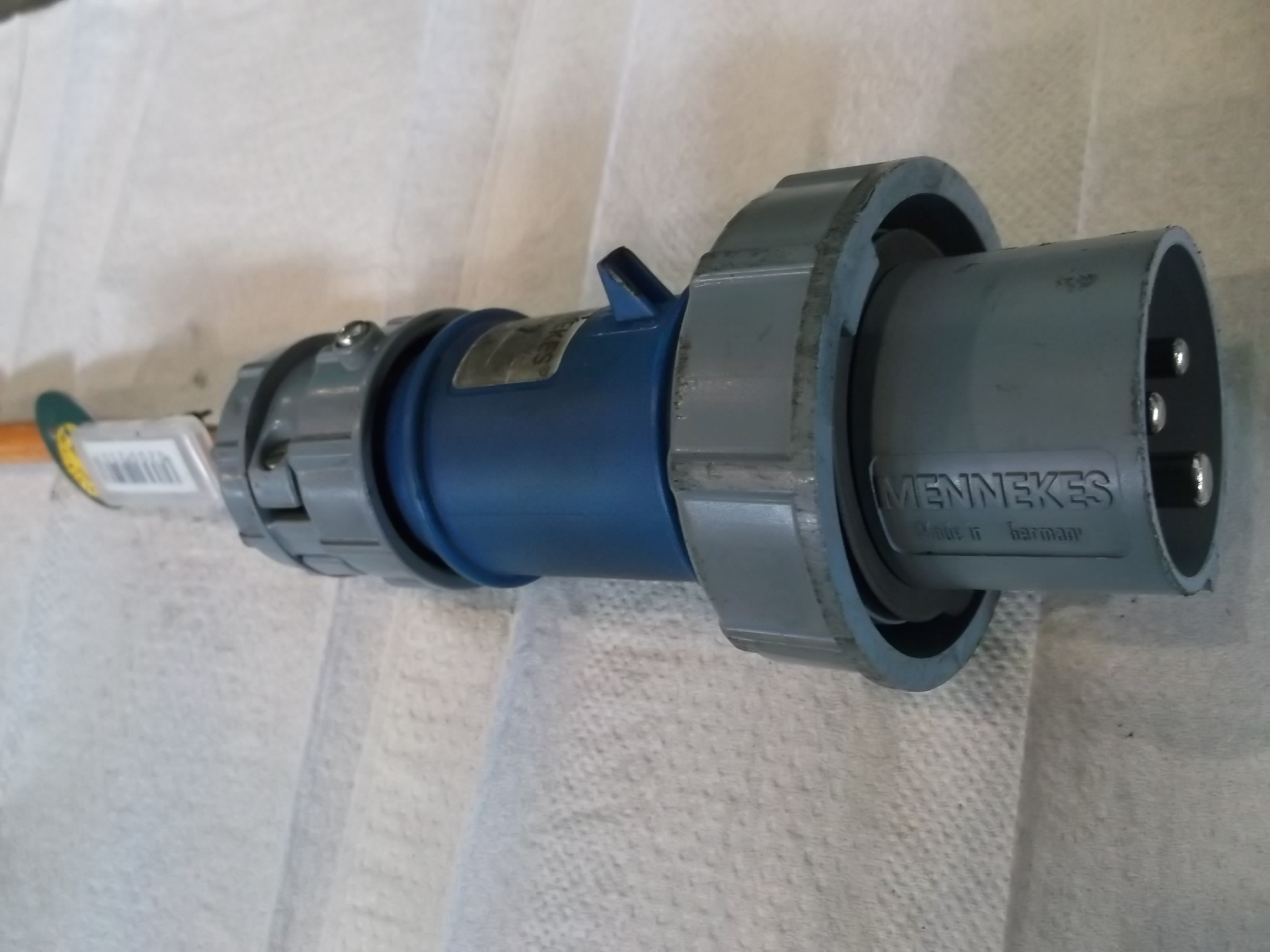
IP67-kivitelű dugó bajonett-zárógyűrűvel

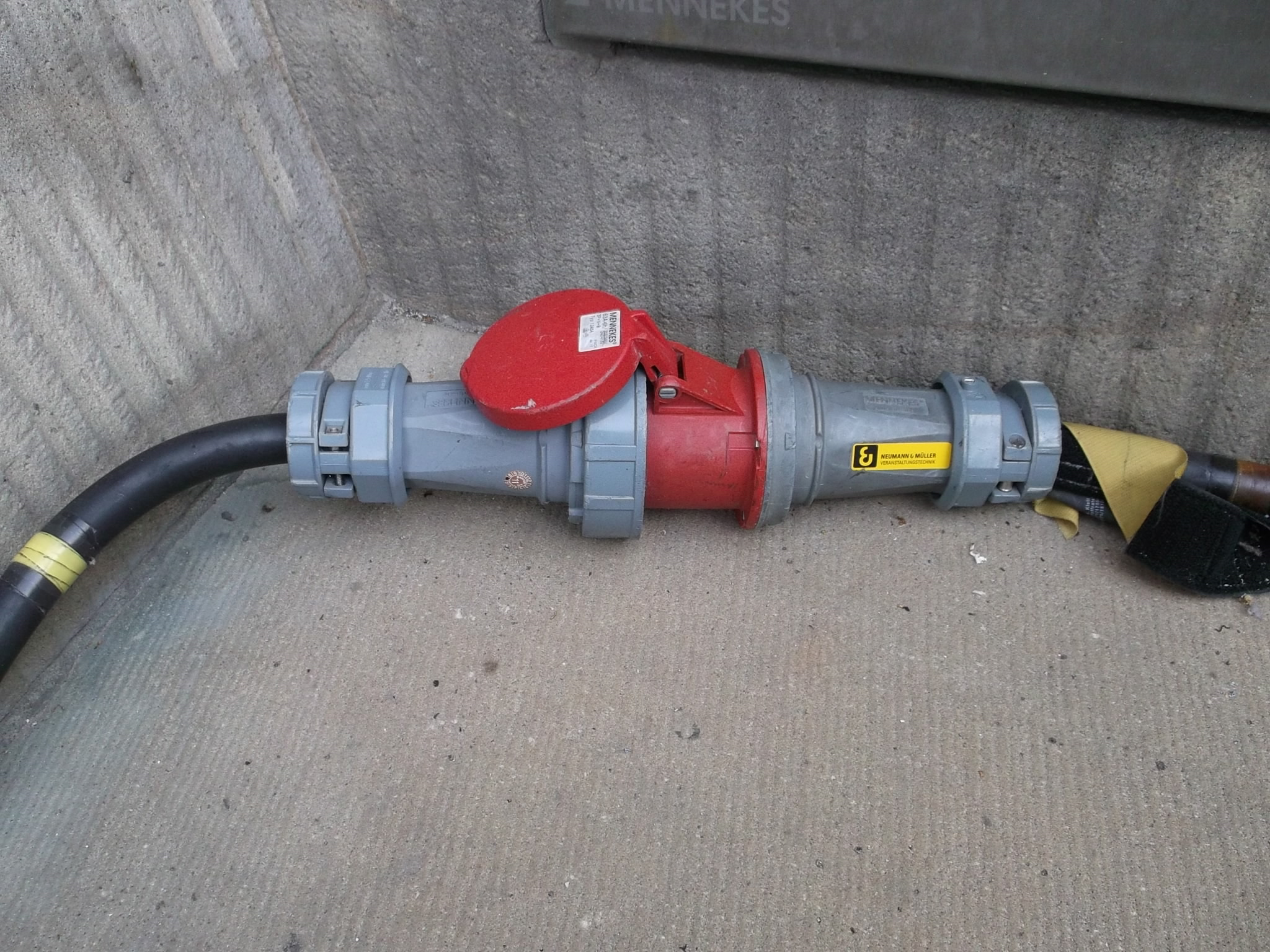
CEE-csatlakozó bajonett-zárógyűrűvel IP67-es, magasabb a védőmódszerrel

Minden csatlakozót úgy kell megépíteni, hogy legalább IP44-es védettségű legyen. 125 A-es névleges áramnál pl. IP67 védelmi osztály szükséges, amelynek elérése érdekében gyűrű alakú bajonettzárat fejlesztettek ki gumitömítéssel. Alacsonyabb áramerősségű csatlakozók is kaphatók IP67-es védettséggel. Ez a fajta csatlakozás különösen ajánlott víztől védett, kültéri alkalmazásokhoz. A fröccsenő víz áthatolhat az IP44-es védelmi osztályú csatlakozókon (pl. tócsák), és ez a hibaáram-megszakító nem kívánt védelmi leállásához vezethet.

### Vezetőtüske
Mivel az áramkör (szándékos vagy véletlen) megszakítása a csatlakozás megszakításával kapcsolási ív keletkezhet a dugó és az aljzat között, amely a csatlakozóelemek nagyobb kopásához, és esetleg a dugót kihúzó személy veszélyeztetéséhez vezethet. Ennek megakadályozása végett az IEC 60309 dugaszoló csatlakozásokon a 63 A-es változattól opcionálisan középen egy vezetőtüske található. Ez rövidebb, mint a többi érintkező, és arra szolgál, hogy megszakítsa az áramot a rendszerekben, amikor terhelés alatt kihúzzák, vagy egy mágneskapcsolót indítson el annak érdekében, hogy az áramkört egy erre a célra kialakított kapcsolóval leválassza, mielőtt a leválasztás megtörténne a dugaszoló csatlakozásnál. Ez azt jelenti, hogy az egyik fázisvezetőn keresztül egy mágneskapcsoló-vezérlés a vezetőtüskét a nullavezetőre kapcsolja, és így az áramkört a dugaszolóérintkezők szétválasztása előtt megyszakítja.

## Leggyakrabban használt típusok
A leggyakoribb típusok a CEE kék L+N+PE és a CEE piros 3L+N+PE. A csatlakozóházakon a fázisvezetőket néha „P”-vel jelölik („phase”) vagy „L” betűvel (az angol „live”), németül „conductor” – nem tévesztendő össze a „PE-védőföldeléssel”, amely a kijelölt védővezetőt jelenti. A ház színe a regionálisan elérhető hálózati feszültségre vonatkozik, 110 V: sárga, 230-nál V: kék és 400 V: piros. A 16 amperes és 32 amperes változatok a dominánsak.

### L+N+PE, 6 óra

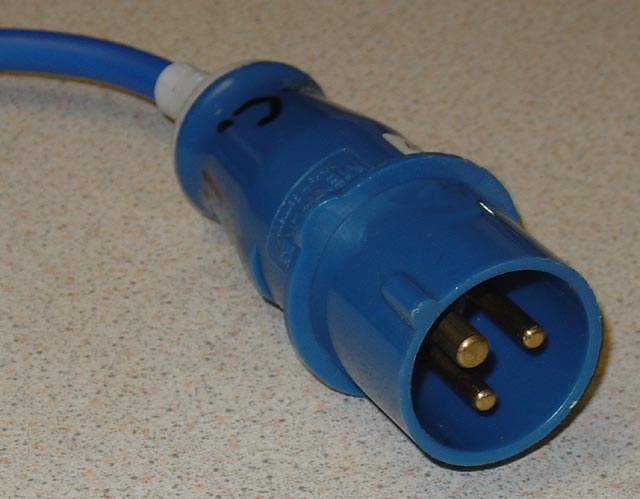
AC csatlakozó 16 A230 V L+N+PE 6h IP44, (népnyelven „lakókocsidugó” is)

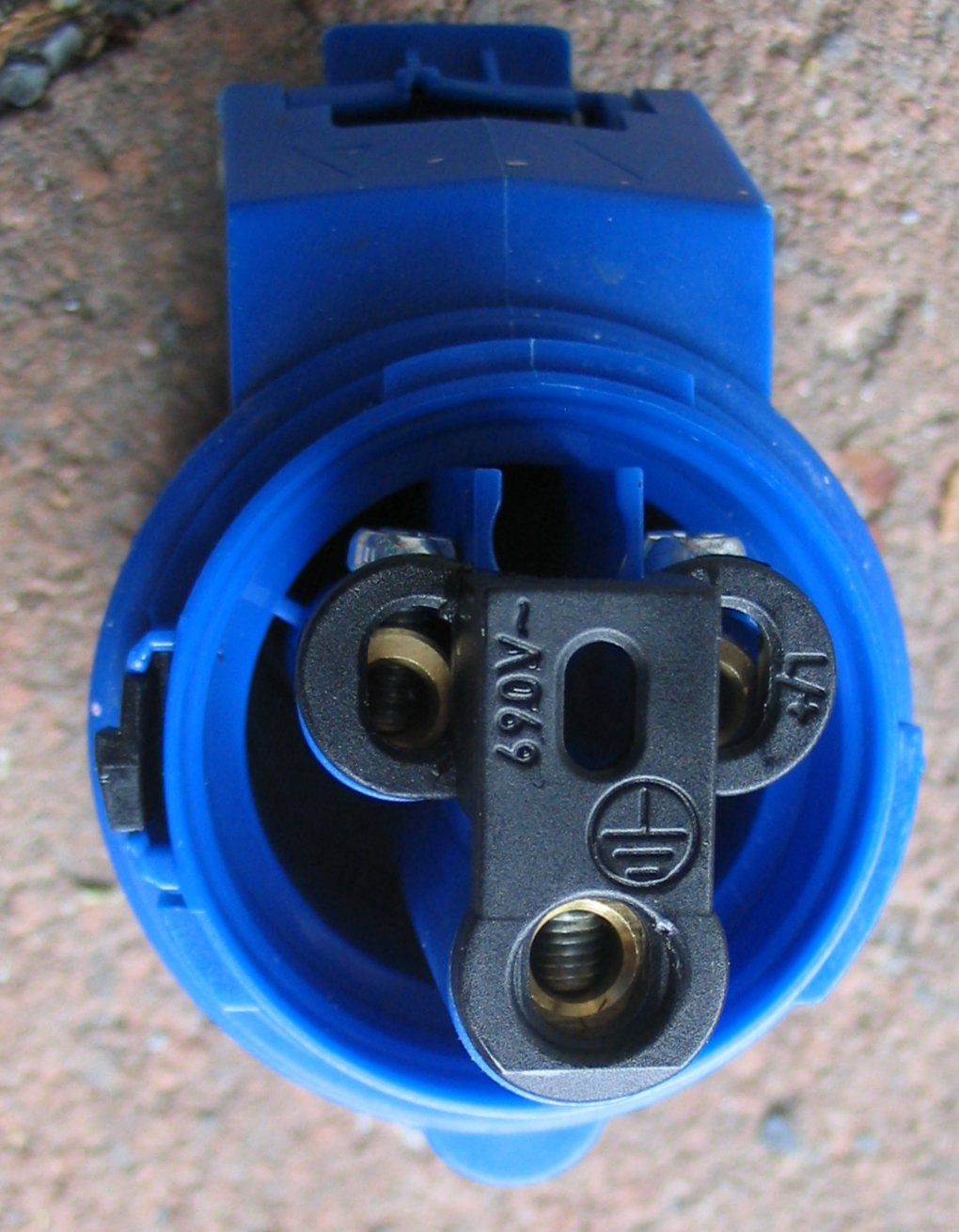
Egy 230 V-os CEE 16 A-es aljzat csatlakozási területén megjelölt egyértelmű érintkező hozzárendelés:
L/+: fázis (barna)
- PE (zöld-sárga)
0 (N) (kék)

Az európai háztartásokban elterjedt egyfázisú, 230 voltos váltakozóáramú hálózathoz az „L+N+PE, 6h” kék dugós csatlakozó használható. Technikailag a dugó jobb minőségű, mint a háztartási berendezésekben általánosan használt csatlakozódugók (pl. Schuko-dugó Németországban és Ausztriában vagy SEV 1011 Svájcban):
- a tüskék mechanikai védelme csatlakozóperemekkel
- fordított polaritás elleni védelem (a Schukóhoz képest)
- rugós biztonsági reteszelés
- nagyobb érintkezési felületek
- nagyobb érintkezési nyomás
- 16 amperig terjedő állandó áramfelvétel (a Schuko és az SN 441011 12-es és 13-as típusaihoz képest)
- nemzetközi szabványosítás
- nincsenek „olcsó változatok” a felhasználandó anyagok egyértelmű specifikációja miatt
- Az IP44 védettségének köszönhetően a dugaszoló csatlakozás kültéren is használható
  - (IP 4 x = 1,0 mm-nél nagyobb átmérőjű szilárd idegen testek és vezetékek hozzáférése ellen védett)
  - (IPx 4 = védelem bármely irányból fröccsenő víz ellen)

A kék csatlakozók nagyobb változatai 32 A, 63 A és 125 A-ig használatosak, amelyekkel ritkán találkozunk.
Mivel a kék „L+N+PE-6h csatlakozók” szinte általánosan megtalálhatók az európai kempingekben vagy jachtkikötőkben, ezért a népnyelvben gyakran „kempingdugónak” vagy „karavándugónak” nevezik őket. A kikötőkben más plug-in rendszereket is alkalmaznak. Svájcon kívül közlekedési, ipari, építőipari és kereskedelmi vállalatoknál is használják (pl. a jó minőségű szerverrackek ezeken a csatlakozókon keresztül csatlakoznak).
A végberendezések főkapcsolói gyakran csak egy pólust kapcsolnak. A Schuko-rendszerrel ellentétben ezeknél a csatlakozóknál a meghatározott érintkezőkiosztás biztosítja, hogy mindig a fázisvezető és ne a nullavezető legyen kapcsolva. A Schuko-dugótól a kék kelet-közép-európai váltóáramú csatlakozóig tartó adapterek ezért nem felelnek meg a szabványnak (fázisbiztonság). A kék CEE csatlakozótól az SN 441011 csatlakozóig terjedő adaptereknél az utóbbihoz a 23-as típust kell használni, mivel ez van előírva 16 A-re.
Svájcban a CEE-16 A (SEV 63-as típusnak megfelelő) aljzat csak kempingben és csónakkikötőben megengedett, máshol az SN 441011 típusú 23-as dugót kell használni. A 32 A-es ilyen aljzatok Svájcban nem megengedettek, mivel az elavult SEV 1011 szabvány 7-es típusú dugója csatlakoztatható a CEE aljzatba oly módon, hogy a 7-es típusú földelő érintkező a CEE-aljzat fázisvezetéke rövidzárt okozzon.

### 3L+N+PE, 6 óra

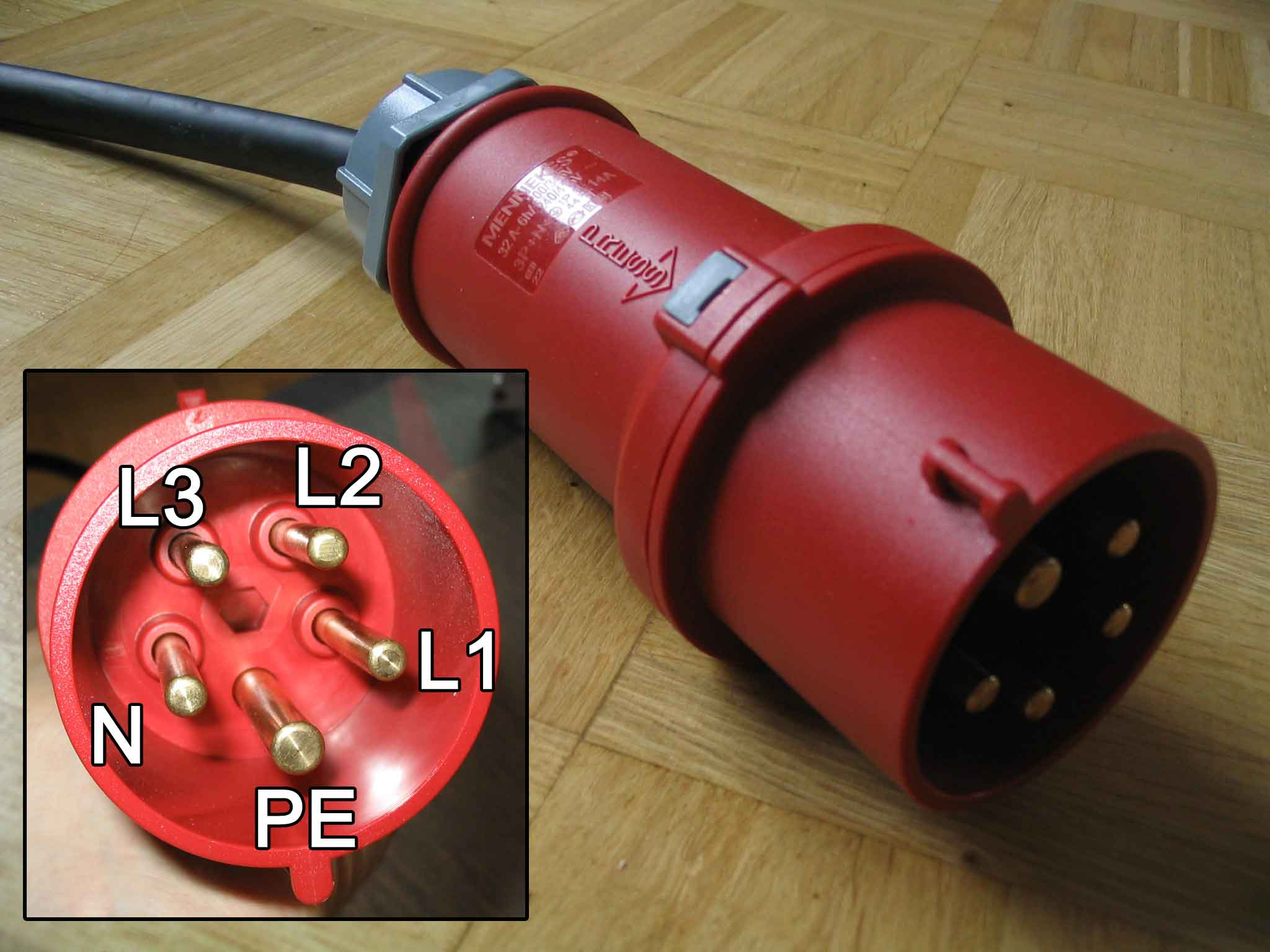
32 A400 V3L+N+ 6 órás IP44 csatlakozó

A legtöbb 400 V-os háromfázisú váltakozóáramot használó európai országban az előnyben részesített piros „3L+N+PE, 6h” csatlakozót használják, többnyire a 16 A-es és 32 A-es változatokban. Széleskörű elterjedtsége miatt az öttüskés dugót a köznapi nyelvben „háromfázisú dugónak” nevezik (bár az IEC 60309 szabvány négyérintkezős dugót is tartalmaz a háromfázisú váltakozóáram nulla nélküli csatlakoztatására). Ez a dugókombináció a háromfázisú fogyasztók (építőipari gépek, fűtőberendezések, motorok, kis szerszámgépek és így tovább) csatlakoztatására szolgál a háromfázisú váltakozóáramú hálózathoz. Ezen túlmenően nagy áramerősséggel is használják (például világítási és hangrendszerek a színpadtechnikában).
A dugaszoló csatlakozások 16 A-es, 32 A-es, 63 A-es és 125 A-es verziókban használatosak. Az átlagos 16 A-es és 32 A-es változat első pillantásra ugyanaz, a 32 A-es azonban valamivel nagyobb, mint a 16-os. A csatlakozók öt érintkezővel rendelkeznek, amelyek közül három a hálózat fázisvezetőit (L1, L2, L3), egy a nullavezetőt (N), a vastagabb pedig a védővezetőt (földpotenciál, PE) jeleneti.

### L+N+PE, 4 óra

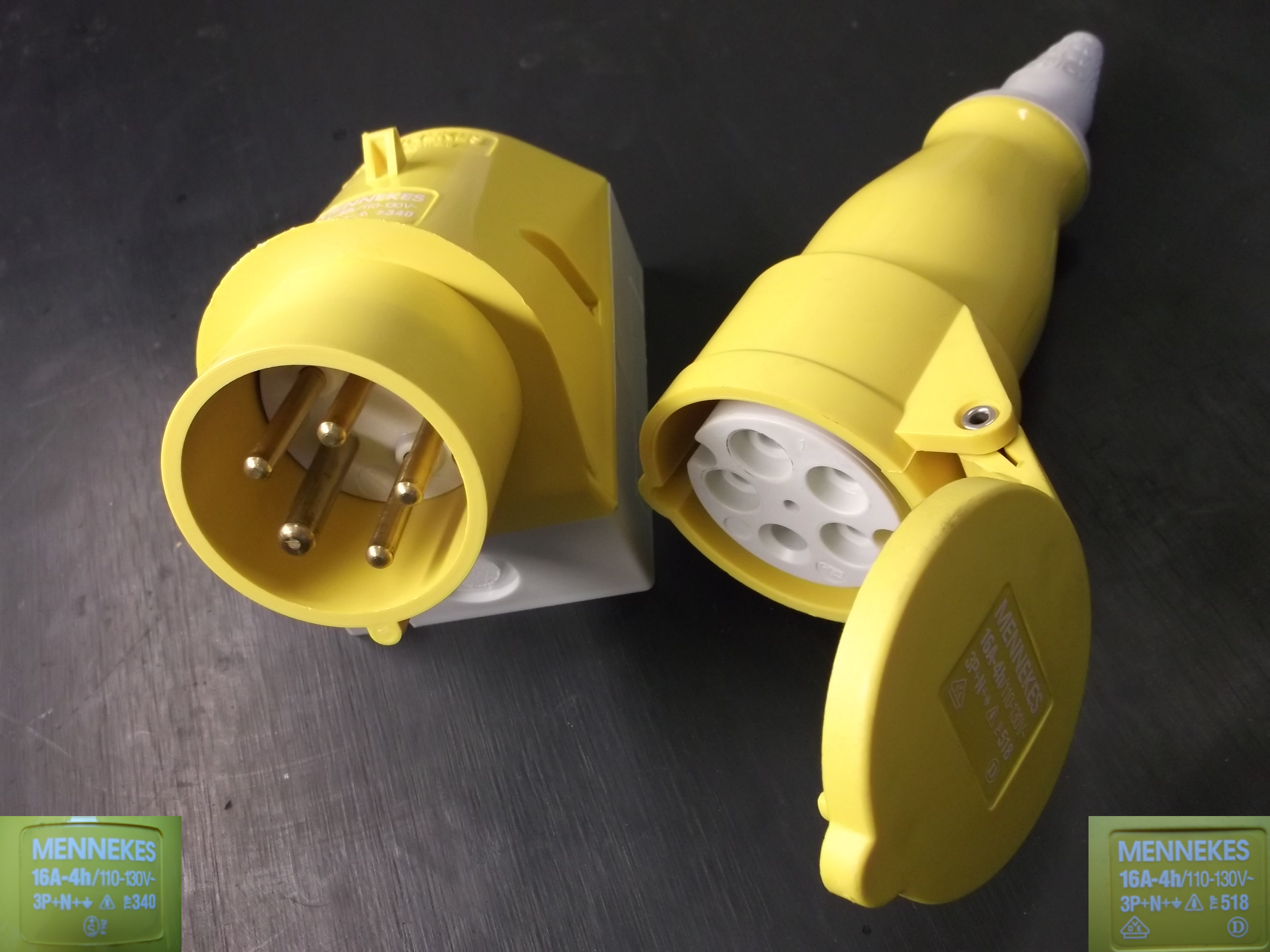
3 fázisú csatlakozó
3L+N+PE 16 A 4h sárga (az egyfázisúhoz hasonló)

Az egyfázisú sárga „L+N+PE, 4h" csatlakozó Nagy-Britanniában a feszültségszint az előtt terjedt el, mielőtt a 110 V-ról a hálózatot 230 V-osra változtatták. Távoli – de csökkenőben – területeken a háztartási szektorban továbbra is elterjedt a kettős feszültség (110V/230V). Az IEC 60309 csatlakozók elnevezése általában MK Commando az MK Electric gyártó Commando csatlakozósorozata után.

### 3L+N+PE, 9h

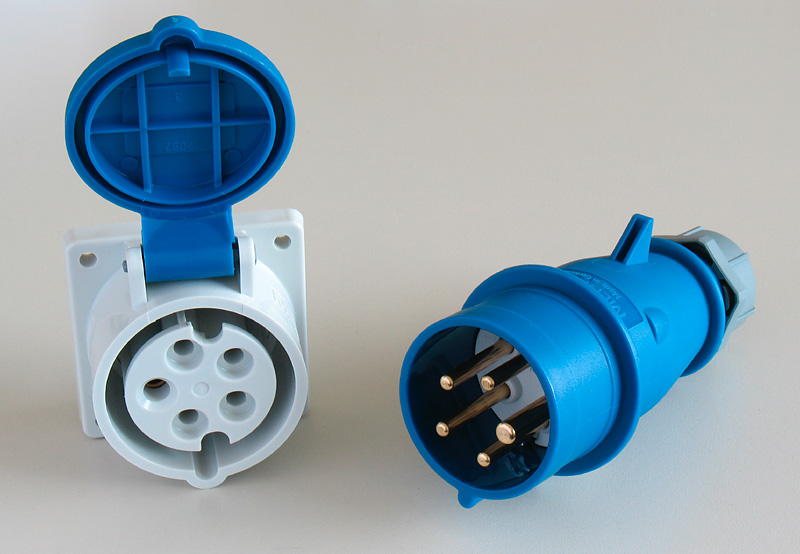
Csatlakozóaljzat és csatlakozódugó 16 A230 V 3L+N+PE 9h IP44

A kék „3L+N+PE, 9h” csatlakozó az Amerikai Egyesült Államokban elérhető a kültéri NEMA dugók alternatívájaként, de más országokban is használják 120 V-os (néha 110 V-os is) hálózati feszültségre. A plug-in rendszer különösen elterjedt a rendezvénytechnikábanAz, azonban általában nem háromfázisú, hanem az USA-ban elterjedt (Európában teljesen ritka) egyfázisú háromvezetékes hálózati kapcsolatokat használják. Alternatív megoldásként 120 V a fázisvezető és a nullavezető között, vagy kétszeres feszültség két fázisvezető között 240 V lesz. Mivel ehhez a két üzemmódhoz nem kell három fázisvezetőt használni, a 120 V-os és a 240 V-oshoz (nem szabványos) sárga négypólusú csatlakozó is található egyfázisú váltakozó áramra.

### 3L+PE, 6h

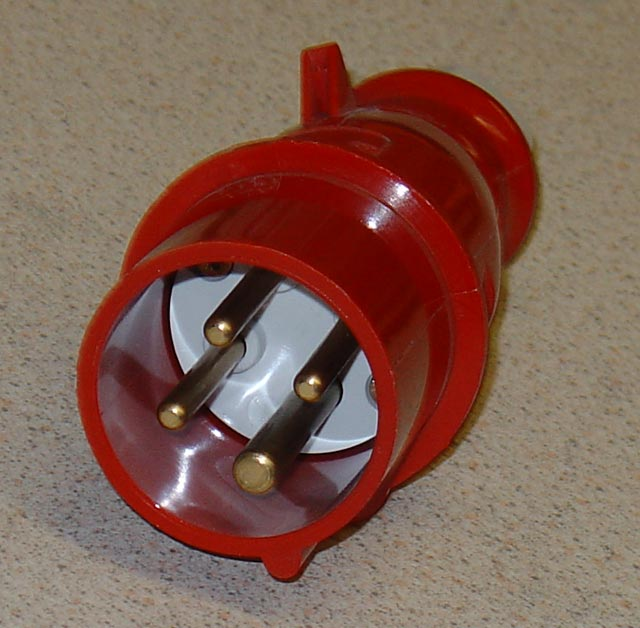
Háromfázisú csatlakozó 16 A, 400 V 3L+PE 6h IP44 nullavezető nélkül

A háromfázisú motorok működéséhez nincs szükség nullavezetőre, ezért az ötpólusú háromfázisú csatlakozón kívül létezik négypólusú változat is „3L+PE, 6h” piros színben 400 V-os háromfázisú váltakozóáramra. A gyakorlatban azonban általában régi, négyeres kábeleket találni ötérintkezős csatlakozóval. Ezért ismeretlen, ötpólusú csatlakozókkal és aljzatokkal ellátott kábelek esetén méréseket (pl. folytonosságmérővel) kell végezni annak ellenőrzésére, hogy a nullavezető benne van-e. Ha ez hiányzik, az ezen a kábelen keresztül csatlakozó fogyasztók 230 V-on dolgoznak, nem kell nekik a nullavezeték. Ha különböző eszközöket különböző fázisokra csatlakoztatnak, az túlfeszültséghez és az eszközök károsodásához vezethet. Hosszabbító kábel stb., hasonló ötérintkezős dugós csatlakozókkal nullavezető nélkül nem megengedett. Erre a célra négyérintkezős csatlakozók állnak rendelkezésre. A gépek csatlakozókábelei gyakran négyeresek, ha nincs szükségük nullavezetőre. Ezzel réz takarítható meg, és problémamentes, mivel a gép huzalozása nem teszi lehetővé további fogyasztók csatlakoztatását. Természetesen ebben az esetben is meg kell jelennie a védővezetőnek, valamint a megfelelő védővezető bekötésnek az aljzatnál is. Bár egyik sem szükséges a működtetéséhez, itt is javasolt a védővezető vizsgálata.

### 7-pólusú: 3L+N+PE+2 speciális vezeték, a védővezető helyzete az alkalmazástól függően 1÷12 óra
A 7 érintkezős csatlakozók megoldást kínálnak az ipar, a mezőgazdaság és a kereskedelem többfunkciós követelményeire. Például a következőkhöz: csillag-delta indítás, szabályozás, vezérlés, felügyelet, jelentés, nyugtázás, elektromos zárás.

## Speciális alkalmazások

### Fázisváltó dugó

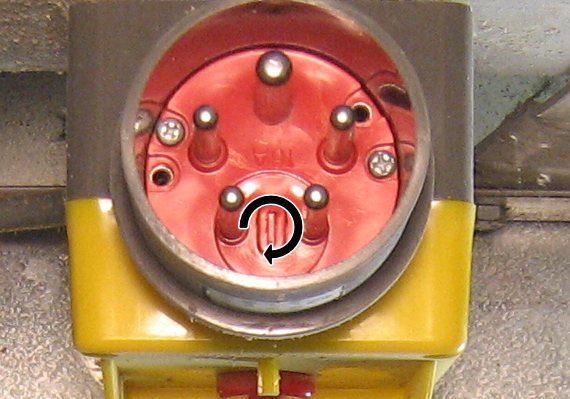
Fázisváltó csatlakozó

A fázissorrend az óramutató járásával megegyező forgástérrel rendelkező aljzatoknál van előírva, azaz a foglalatra nézve először az első, majd a második és végül a harmadik fázisvezetőnek az óramutató járásával megegyező irányban kell elérnie a feszültségcsúcsát. A gyakorlatban nem mindig bízhatunk a helyes fázissorrendben, teszteszköz, például fázissorrendmérő hiányában, vagy kényelemből. Nem mindig figyelhető meg a gondosság a csatlakozáskor. Ezért előfordulhat, hogy a háromfázisú motorok nem a várt forgásirányban forognak. Ez orvosolható két fazisvezető felcserélésével, hogy az óramutató járásával megegyezően forgó mezőt hozzunk létre. Fázisváltó dugók esetén ez két dugaszoló érintkező megcserélésevel valósítható meg, amelyek erre a célra egy forgó lemezbe vannak szerelve.

### Forgásirány-tesztdugó
Számos gyártó kínál tesztdugót a háromfázisú aljzatok és csatlakozások helyes forgásirányának ellenőrzésére. Itt a vizsgálókészülék már megfelelő dugóba van beépítve, és izzólámpák vagy több LED közvetlenül jelzi, hogy a fázissorrend helyes vagy helytelen, vagy egy fázis ki van kapcsolva.

### Adapterkábelek

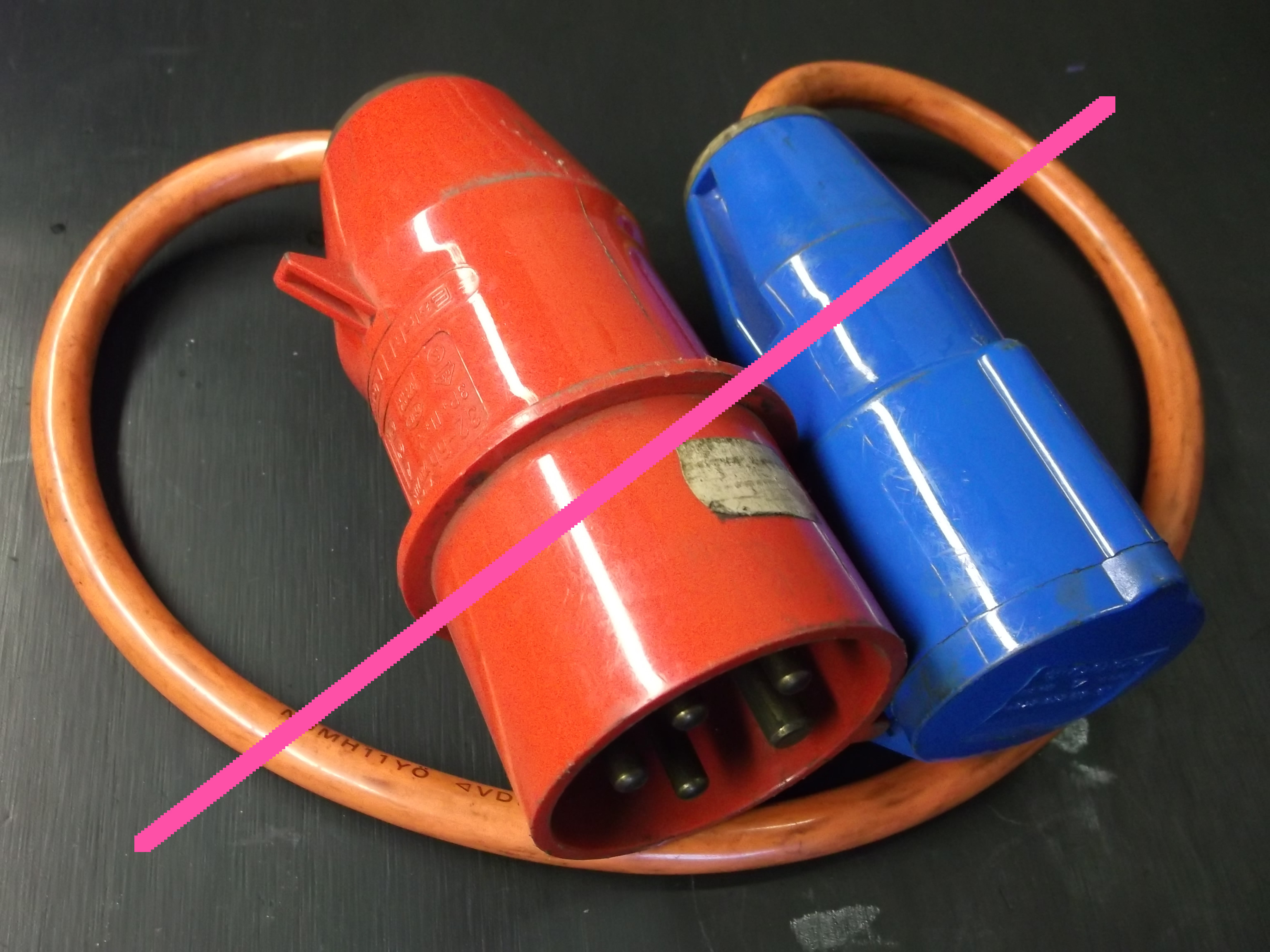
Tiltott adapterbekötés CEE 32 A-től CEE 16 A szerint, földeles nélkül

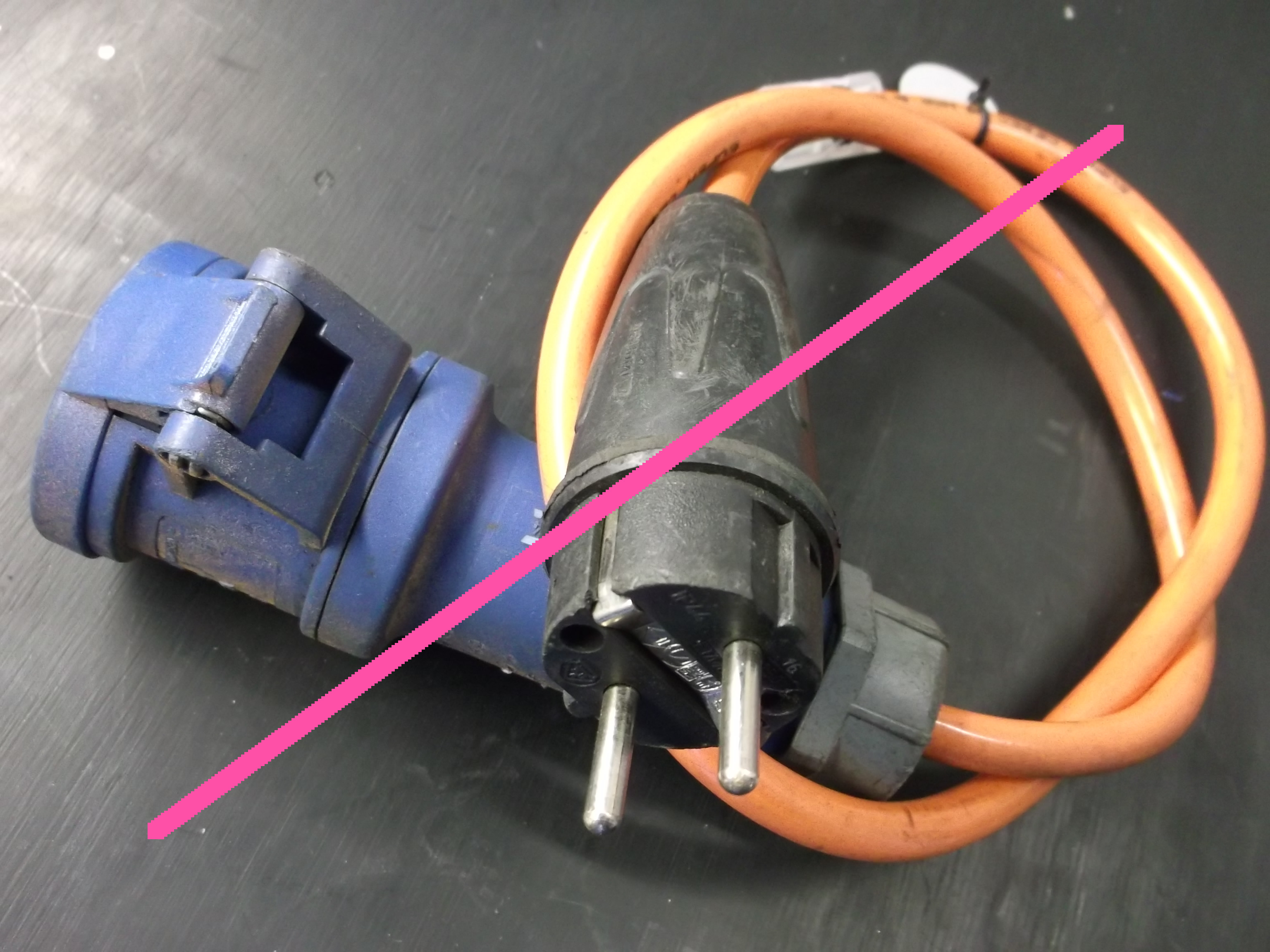
Tiltott adapterbekötés Schukóról CEE-re

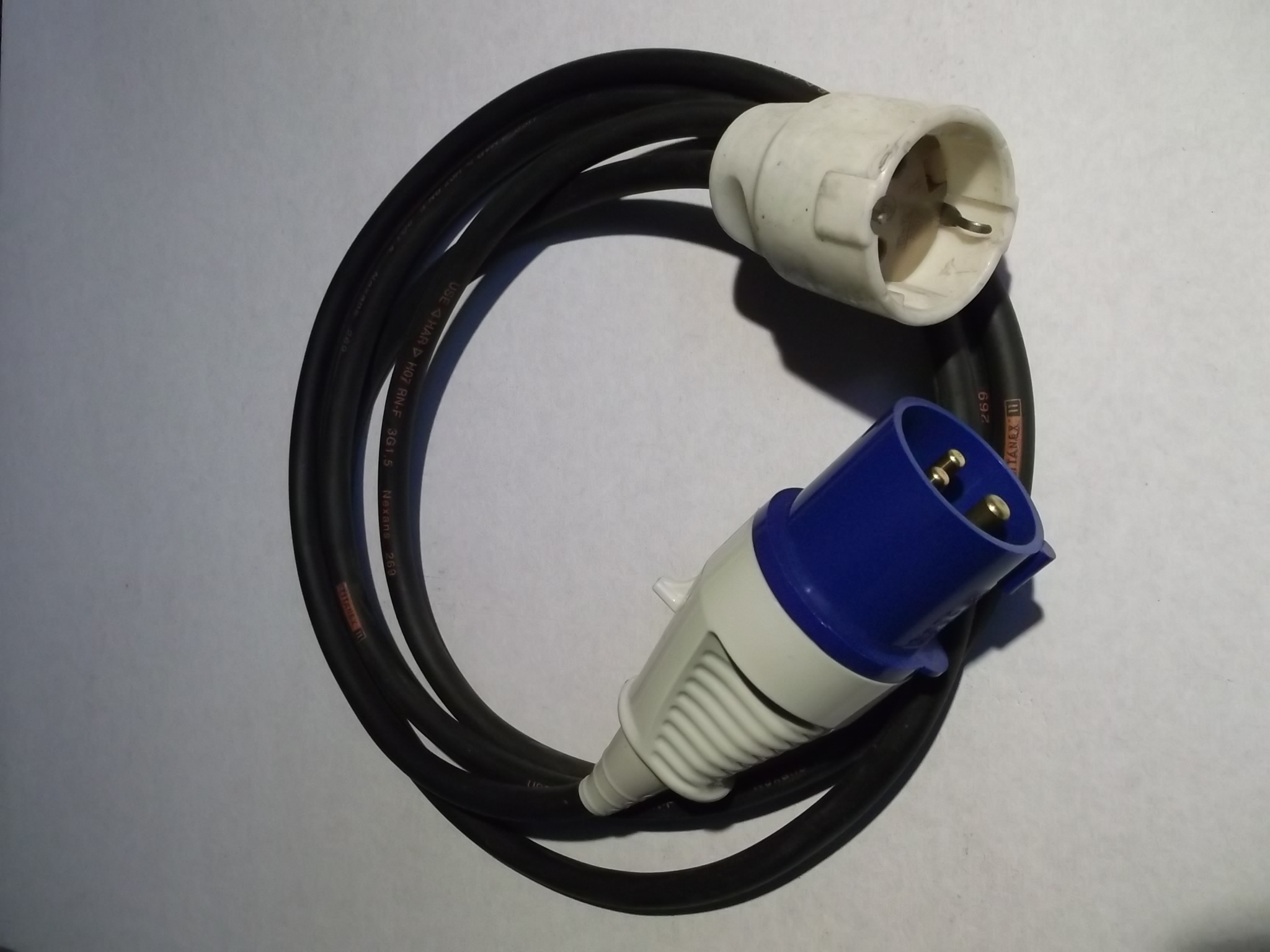
16 A, 230 V-os adapterbekötés CEE-ről helytelen Schuko-aljzatba, borítás nélkül

Adapterkábeleket akkor használnak, ha csatlakoztatni kell, és a kívánt dugaszoló csatlakozás nem elérhető a helyszínen. Számos célszerű változat lehetséges. Például, ha egy eszköz 16 A-es dugó a 32 A-es aljzatba van csatlakoztatva, a túláramvédelmet és szükség esetén a hibaáram-védelmet minden esetben az adapterrel kell biztosítani. Ez lehetséges például az adapterbe integrált megszakítókkal, amelyek túlterhelés esetén kikapcsolják az áramkört. Az adapterbe egy hibaáram-megszakító is beépíthető. Az adapter segítségével a beépített kapcsolóberendezések védettségi foka a környezethez igazítható.
Kaphatók a szabványok szerint nem engedélyezett adapterkábelek is, amelyek a tudtán kívül veszélyt jelenthetnek a felhasználóra (elektrotechnikai laikusként). Az elektromos védelmi intézkedések, mint pl. a túlterhelt kábelkeresztmetszetű túláramvédelem, a hiányzó vagy nem megfelelően méretezett hibaáram-megszakítók vagy a fordított polaritás elleni védelem csökkenthető vagy megszüntethető. Különösen a háztartási Schuko vagy SN 441011 aljzatokhoz való csatlakoztatáshoz nem alkalmasak az állandó 16 A-es és a szükséges védelem a polaritás felcserélése ellen a fázis és a nullavezető között a CEE csatolási oldalon. Az elektromos védőintézkedések be nem tartása személyi sérüléssel és kábeltűzzel járó elektromos balesetekhez vezethet.
- CEE áramelosztás
- eszköz csatlakozója
- Perilex
- ovális gallérdugó

## Fordítás
- Ez a szócikk részben vagy egészben  az   IEC 60309 című német Wikipédia-szócikk ezen változatának fordításán alapul.  Az eredeti cikk szerkesztőit annak laptörténete sorolja fel. Ez a jelzés csupán a megfogalmazás eredetét és a szerzői jogokat jelzi, nem szolgál a cikkben szereplő információk forrásmegjelöléseként.